# Telesita

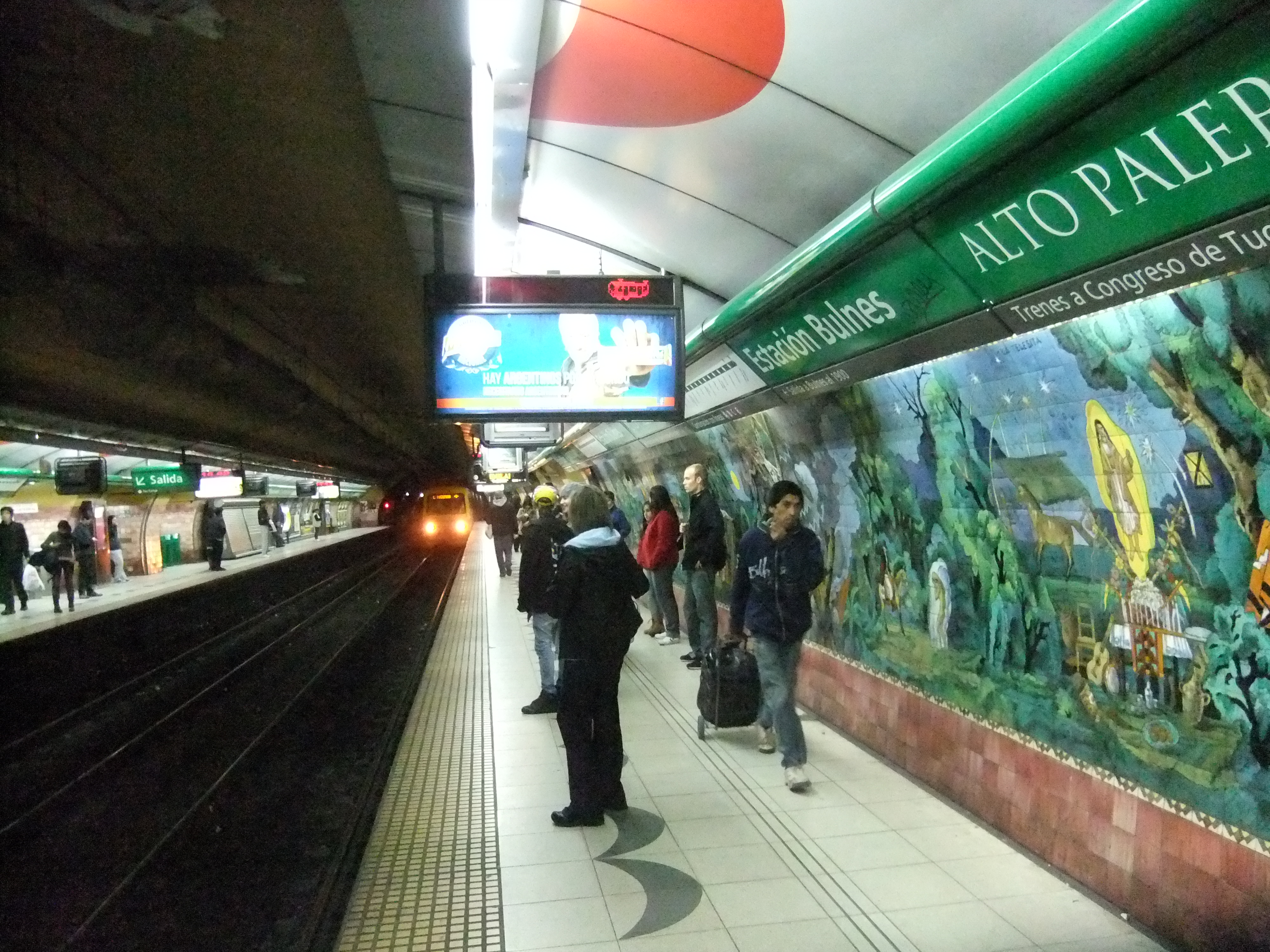
Mural sobre la Telesita en la Estación Bulnes del subterráneo de Buenos Aires.

Telesita o La Telesita, es el nombre con que se conoció a Telésfora Castillo o Telésfora Santillán, una joven argentina  de la provincia de Santiago del Estero, conocida por su gusto por la danza, que murió luego de ser quemada en la segunda mitad del siglo XIX. Luego de su muerte, las creencias populares regionales la convirtieron en "alma en pena" y "alma milagrosa", preservando su memoria de manera legendaria y mediante la tradición oral. Al invocarse a la Telesita, se exalta su pasión por el baile y las características trágicas de su muerte. La leyenda de la Telesita pertenece al folklore santiagueño y ha inspirado gran cantidad de canciones, poesías y relatos, entre ellas una de las melodías más antiguas que se conocen del estilo folklórico conocido como chacarera, recopilada a comienzos del siglo XX por Andrés Chazarreta.
La leyenda de la Telesita dio origen a un rito particular, una especie de rogativa conocida como telesiada, bajo la forma de rezabaile, mediante el cual, cuando una persona pierde un objeto, la comunidad o sus conocidos organizan una jornada de baile con consumo de alcohol, que se inicia siempre con un chacarera, en la que no se puede cambiar de pareja y se baila hasta caer rendido. Le dedican canciones como Los Manseros Santiagueños, etc

## Datos biográficos
La existencia de la Telesita tiene carácter legendario. Uno de los primeros registros escritos de su tragedia fue realizado el 8 de enero de 1907, cuando el diario El Liberal de Santiago del Estero publicó un artículo dedicado a La Telesita. Las antropólogas María de Hoyo y Laura Migale han investigado su existencia y las versiones orales que la relatan.
Una de las más detalladas es la que sostiene que se trató de Teresita del Barco o Telésfora Santillán, conocida como la Telesita, una joven de buena posición económica que vivió en la segunda mitad del siglo XIX en Santiago del Estero. Hija del estanciero Pedro del Barco y María Rosa Gómez, la joven vivió durante su infancia en la estancia "La Aurora", sobre la ladera de las sierras de Guasayán. Físicamente, se trataba de una niña de gran belleza, de cabello negro y ojos azules. Cuando la joven llegó a la edad de casarse, la familia se trasladó a la ciudad de Santiago del Estero, pero allí son alcanzados por una epidemia de cólera que produjo la muerte de sus padres.
Siempre de acuerdo con esta versión, poco después la Telesita se casó con un joven estanciero llamado Eumelio Ahumada, pero también moriría como consecuencia de las heridas recibidas en un duelo a cuchillo, defendiendo el honor de su esposa. Afectada por la tragedia, la joven decidió instalarse en una humilde choza de La Banda, ciudad vecina a la ciudad de Santiago del Estero, al otro lado del Río Dulce. Allí se dedicó a cuidar a los necesitados y curar a los enfermos, por lo que ganó fama como curandera.
En otra versión, la Telesita era una joven campesina, muy pobre e "inocente", refiriéndose con esta última palabra a un retraso mental, que se hacía presente en las fiestas y disfrutaba del baile. El folklorólogo Félix Coluccio transmite la versión de que se trataba de una joven humilde nacida en Tolojona, paraje del Departamento Moreno, ubicado en la región oriental de la provincia.
La folkloróloga Berta Vidal de Battini recopiló versiones orales de la vida legendaria de la Telesita, difundidas a su vez por Perla Montiveros de Mollo. La siguiente es la transcripción textual de una de ellas:

La Telesita había sido hija única de padres muy ricos. Murieron los dos y como la niña era inocente, ella empezó a dar todo, todo lo que tenía. Las prendas de oro, de plata, la hacienda que ella tenía de la que buscaran, todo se le fue. Y empezó a cantar y bailar. Por ahí le entró. No quedó bien de la cabeza cuando murieron los padres y se fue al monte. A veces llegaba a las casas y le daban de comer. La Telesita era como adivina. Cuando decían en tal parte va a haber un baile, ella ya lo sabía y allá se iba. En las trincheras, como llaman en los pagos lo que rodea el patio para las fiestas, ahí en esa basura que se amontonaba, ahí amanecía la Telesita. Todo el mundo le tenía lástima. Cuando terminaba el baile ya salía cantando esa chacarera que cantaba. Y siempre estaba en los montes. Murió quemada, ardida. Se arrimó a un tronco que había estado quemando porque le hacía frío. Se acostó allí y el fuego siguió marchando y se quemó todo. La recogió una señora que era vecina de nosotros, Doña Fernanda Escobar, que ya era vieja. Ella la llevó a su monumento y la sepultó. Y empezó a hacerle las promesas. Una vez había tenido un chancho para carnear y una noche se lo roban del corral. Ella dice:
- No, mi chancho va a salir. Telesita, te ofrezco un baile. Voy a tomar siete copas de caña y voy a cantar siete chacareras si me lo haces aparecer(...)

Es un alma muy milagrosa. Todos en Santiago le hacen promesas.

Todas las versiones coinciden en que la Telesita murió quemada, pero las circunstancias y la forma varían considerablemente. Uno de los relatos más difundidos sostiene que murió como consecuencia de haberse dormido muy cerca del fuego tratando de protegerse del frío. Otra de las versiones relata que se quemó durante un baile, cuando su ropa se incendió al tomar contacto con el fuego. Finalmente también existe la versión de que la Telesita habría sido alcanzada por un rayo que le prendió fuego y que al buscar refugio en su rancho, también produjo el incendio de éste.
Todas las versiones le atribuyen a la Telesita una gran belleza y bondad, y una gran pasión por el baile.[cita requerida]

## Creencias y mitos
La trágica muerte de la Telesita dio origen a la creencia de que, luego de morir se convirtió en un "alma en pena" y a la vez en un "alma milagrosa", es decir capaz de producir milagros si se la invoca. La Telesita ha sido asociada al hallazgo de cosas perdidas o robadas, pero también para encontrar agua, provocar lluvia y otro tipo de necesidades. Para cumplir las promesas a la Telesita se originó la costumbre de organizar telesiadas.
La telesiada es una especie de rogativa que consiste en una jornada de baile durante la cual se toma alcohol (aloja, vino o caña), y en los que las parejas no pueden cambiarse, debiendo bailar hasta caer rendidas. En las telesiadas es habitual quemar un muñeco que representa la muerte de la Telesita, o semigajar un angelote de pan hecho especialmente. 
Ricardo Rojas, en su libro El país de la selva (1907), sobre Santiago del Estero, describe una telesiada del siguiente modo:

No siendo carnaval, ni reyes, ni noche buena, ni otra alguna de las ocasiones clásicas, pregunté el motivo de la fiesta. - Es una promesa a la Telesita. - me bisbiseó un paisano cuyo bigote en garfio adornaba las ondas comisuras de su boca sensual. Averigüé quién era la Telesita, y él respondióme con laconismo reacio: - Ánima milagrosa... Como en ese instante se acercaba el ladino de la casa, él abundó en explicaciones. - Si usted quiere ganar una carrera, o sanar un enfermo, o encontrar una cosa que se le pierda... vamos: algo que usted desea le hace una promesa a la Santa. - ¿Promesa de qué? - De ponerle un baile... 
Aduciendo sentir lástima infinita por la infeliz, que lleva la mirada extraviada, que durmiendo a veces a la vera de los caminos, y a quien algún paisano piadoso le presta un catre donde descansar fatigosas jornadas y un lienzo, para tapar su magro cuerpo lacerado, los santiagueños supersticiosos hacen en su honor bailantas. Además de sentir penas por la desgraciada, creen que es muy milagrosa, que para conseguir sus favores debe bailarse en su nombre, porque a ella eso le gusta mucho. Quienes conocen su historia dicen que en vida era afecta a los bailes y a “tomar” (beber bebidas alcohólicas). Siempre andaba descalza, hasta que un día murió quemada en un incendio del monte.
 Chupan (beben), bailan y cantan. Primero lo hace el promesante, que debe tomar siete copas por ella. Luego baila siete chacareras descalzo, y sigue chupando entre danza y danza, hasta que se consumen las siete velas encendidas en un tosco altar dentro del rancho. Recién entonces, comienza la algarabía general, entregándose todos a la descontrolada bacanal de alcohol, asado y empanadas, bailando ya gatos, escondidos, malambos, zambas y chacareras, en medio del estruendo y humo de los cohetes. La música se ejecuta con guitarra, bombo y bandoneón.
Ricardo Rojas

De Hoyos y Migale describen la telesiada, como una ceremonia que organiza un "promesante", quien a su vez lo hace para obtener determinado favor de la santa. El promesante prepara una especie de pan con forma de ángel, del tamaño de un niño, que representa el espíritu de la Telesita y que permanecerá en una mesa en el centro del patio, cubierto de un mantel blanco y rodeado de velas y flores. Los participantes deben tener auténtica devoción y una intención honesta de cumplir la promesa, a través de la música, el baile y el consumo de bebida alcohólica. La telesiada siempre comienza bailando siete chacareras seguidas y al finalizar cada una hay que tomar una copa de alcohol. Luego todos los participantes se suman al baile debiendo hacerlo hasta que el promesante caiga rendido, momento en el que el ritual se ha cumplido. Entonces se apagan las velas y una joven elegida, toma el ángel y lo deshace repartiéndolo entre los participantes, quienes los comen con un trago de alcohol. Otra modalidad es hacer un muñeco de papel o trapo y quemarlo al final.
Fuera de las telesiadas, existe la creencia también de que la Telesita se aparece para hacer el bien, siempre descalza y con ropas andrajosas.

## La Telesita en el arte
La leyenda de la Telesita ha dado origen a gran cantidad de manifestaciones culturales, principalmente canciones. A comienzos de siglo XX, el músico e investigador de la música folklórica argentina, Andrés Chazarreta, recopiló la melodía de una chacarera tradicional con el nombre de La Telesita. Entre las versiones instrumentales de la melodía se destacan la que realizaran Ariel Ramírez y Jaime Torres, en dúo de piano y charango, en el álbum Inigualables, o la del armoniquista Hugo Díaz.
A esa melodía le han puesto letra varios compositores. Entre las más conocidas se encuentra la que escribiera Agustín Carabajal en la década de 1960, que integra el repertorio histórico de Los Carabajal y de Los Manseros Santiagueños, grupos que integrara el músico. Otras versiones del tema han sido grabadas por Los Fronterizos, incluida en el álbum Los Fronterizos de hoy (1969), Los Nocheros de Anta, y Hernán Figueroa Reyes.
Otra letra sobre la base de la melodía recopilada por Chazarreta fue escrita por Abel Monico Saravia (1928-2008), que cuenta con una versión realizada por Jorge Cafrune y que se haya incluida en el álbum Lindo haberlo vivido para poderlo contar (1971).
Existen también canciones dedicadas a la leyenda sobre la base de melodías diferentes de la tradicional. Entre ellas se destaca Canto a la Telesita, con música de Rolando Valladares y letra José Augusto Moreno.
En el teatro, la escritora santiagueña Clementina Quenel escribió en 1949 una obra de teatro titulada La Telesita, sobre el drama que expresa la leyenda. En 1991 la obra recibió las máximas distinciones en el Primer Encuentro de Historia y Folclore en el Teatro Argentino, realizado Tandil.
Por su parte, León Benarós ha escrito un conocido poema titulado La Telesita, que integra su libro Romancero criollo. En la misma, Benarós relata detalladamente su propia versión de la leyenda. Una parte de la misma dice: 
Ya murió la Telesita

en su tormento quemada.

Promesantes del lugar

la miran santificada.